# Монтано Лучино
Монтано Лучино (итал. Montano Lucino) је насеље у Италији у округу Комо, региону Ломбардија.
Према процени из 2011. у насељу је живело 4296 становника. Насеље се налази на надморској висини од 313 м.

## Становништво
Према резултатима пописа становништва 2011. у општини је живело 4.775 становника.
| 1936. | 1951. | 1961. | 1971. | 1981. | 1991. | 2001. | 2011. |
| ----- | ----- | ----- | ----- | ----- | ----- | ----- | ----- |
| 1.721 | 1.991 | 2.447 | 3.131 | 3.511 | 1.961 | 4.296 | 4.775 |